# .gd
.gd è il dominio di primo livello nazionale assegnato a Grenada.
È amministrato dalla National Telecommunications Regulatory Commission (NTRC).